# Estreito de Osumi

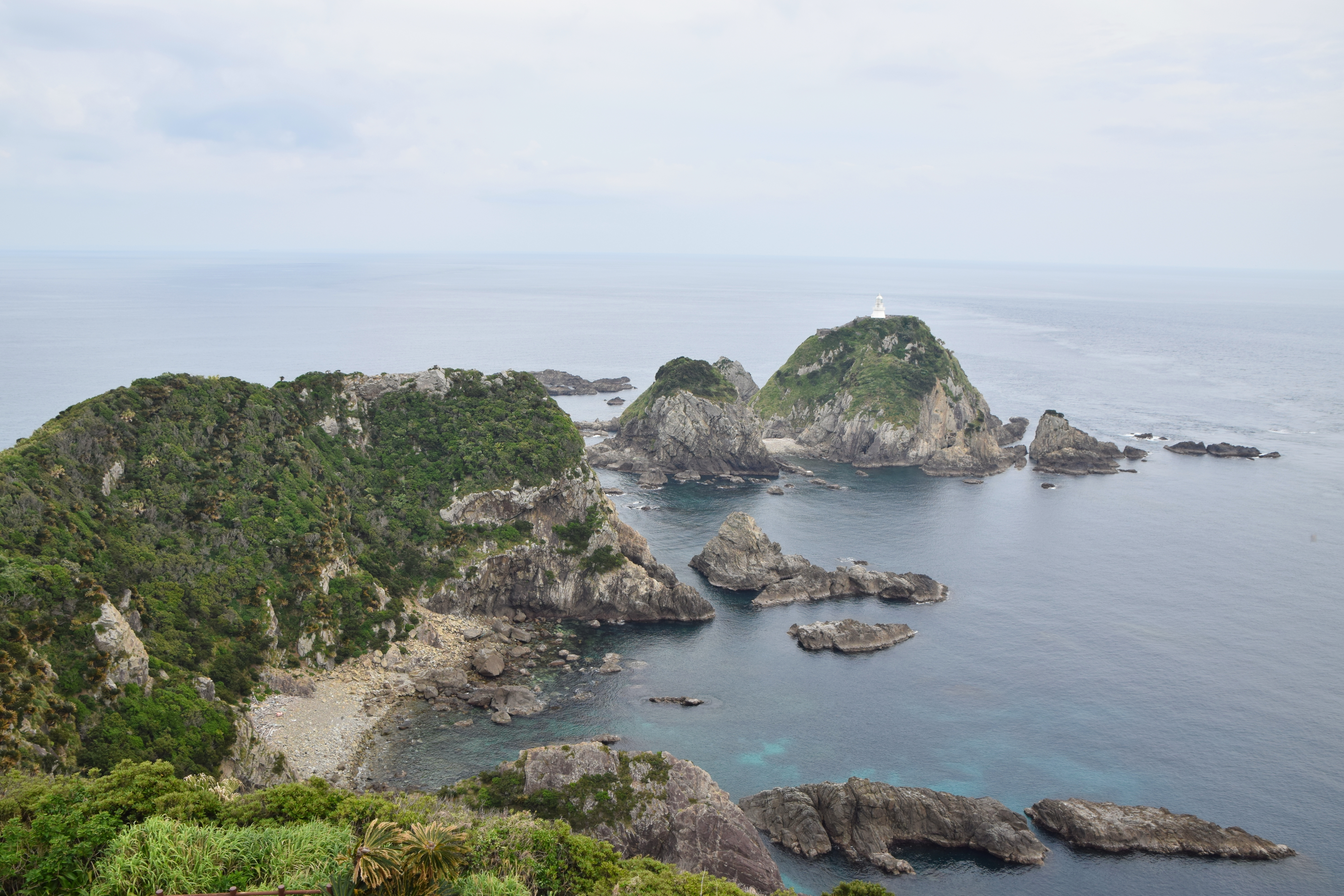

O Estreito de Osumi fica entre a ilha Kyushu e as Ilhas Osumi, no Japão, no extremo sul do arquipélago. O estreito é banhado pelo Oceano Pacífico e é um bom local para a pesca. Perto do estreito não existem muitas cidades importantes do Japão. A cidade importante do Japão mais próxima do estreito é Kagoshima.